# Stanardsville
Stanardsville är en kommun (town) och administrativ huvudort i Greene County i Virginia i USA. Orten grundades 1794 och countyt grundades 1838, varvid Stanardsville utsågs till huvudort. Vid 2010 års folkräkning hade Stanardsville 367 invånare.